# 1143
El 1143 (MCXLIII) fou un any comú començat en divendres del calendari julià.

## Esdeveniments

### Països Catalans
- Ramon Berenguer IV celebra per primera vegada les corts al Monestir de Sant Cugat.[1]

### Resta del món
- 5 d'octubre, Zamora, Castella: El regne de Lleó reconeix la independència del Regne de Portugal pel tractat de Zamora[2]
- Robert de Ketton (?—1180) publica una traducció llatina de l'Alcorà[3]

## Naixements

### Països Catalans
- Xàtiva: Càssim ibn Ferro, savi, mort el 1194.[4]
- Dolça de Foix, infanta de Foix i comtessa consort d'Urgell, mort el 1209.[5]